# De nacht van Aalbers
De nacht van Aalbers is een politieke thriller van Theo van Gogh uit 2001, naar een scenario van Tomas Ross.

## Hoofdrolspelers
- Najib Amhali
- Huub Stapel
- Krijn ter Braak
- Kim van Kooten